# Aeroport de Maastricht-Aquisgrà
L'aeroport de Maastricht-Aquisgrà és un aeroport al municipi de Beek (Països Baixos) que serveix les ciutats de Maastricht (Països Baixos) i Aquisgrà (Alemanya). És principalment un aeroport de mercaderies. Té uns vols de companyies de baix cost. El 2022 van s'hi van tractar 6409 vols comercials, sigui 1,13% dels vols comercials dels Països Baixos. Per comparació, l'aeroport principal de Schiphol en va tractar 397.636 (70,24%).
Després de discussions sobre l'utilitat o no de mantenir tal infraestructura, el desembre de 2022, la Diputació de la Província de Limburg va aprovar un acord de col·laboració amb l'aeroport nacional de Schiphol, que va adquirir 40% de les accions.